# Nuno da Costa
Nuno Miguel da Costa Jóia (Praia, 10 febbraio 1991) è un calciatore capoverdiano, attaccante del Kasımpaşa.

## Caratteristiche tecniche
È un centravanti.

## Carriera

### Nazionale
Ha esordito con la nazionale capoverdiana il 4 giugno 2016 in un match vinto 2-1 contro São Tomé e Príncipe, siglando la rete del 2-0 pochi minuti dopo il suo ingresso in campo.

## Statistiche

### Presenze e reti nei club
Statistiche aggiornate al 21 giugno 2025.
| Stagione                 | Squadra                  | Campionato               | Campionato | Campionato | Coppe nazionali | Coppe nazionali | Coppe nazionali | Coppe continentali | Coppe continentali | Coppe continentali | Altre coppe | Altre coppe | Altre coppe | Totale | Totale | Totale |
| Stagione                 | Squadra                  | Comp                     | Pres       | Reti       | Comp            | Pres            | Reti            | Comp               | Pres               | Reti               | Comp        | Pres        | Reti        | Pres   | Reti   |        |
| ------------------------ | ------------------------ | ------------------------ | ---------- | ---------- | --------------- | --------------- | --------------- | ------------------ | ------------------ | ------------------ | ----------- | ----------- | ----------- | ------ | ------ | ------ |
| 2011-2012                | Aubagne                  | CFA2                     | 22         | 6          | CF              | 0               | 0               |                    | -                  | -                  |             | -           | -           | 22     | 6      |        |
| 2012-2013                | Aubagne                  | CFA2                     | 20         | 4          | CF              | 0               | 0               |                    | -                  | -                  |             | -           | -           | 20     | 4      |        |
| 2013-2014                | Aubagne                  | CFA2                     | 21         | 4          | CF              | 2               | 1               |                    | -                  | -                  |             | -           | -           | 23     | 5      |        |
| 2014-2015                | Aubagne                  | CFA2                     | 25         | 14         | CF              | 0               | 0               |                    | -                  | -                  |             | -           | -           | 25     | 14     |        |
| Totale Aubagne           | Totale Aubagne           | Totale Aubagne           | 88         | 28         |                 | 2               | 1               |                    | -                  | -                  |             | -           | -           | 90     | 29     |        |
| 2015-2016                | Valenciennes             | L2                       | 23         | 10         | CF+CdL          | 1+0             | 0               |                    | -                  | -                  |             | -           | -           | 24     | 10     |        |
| 2016-2017                | Valenciennes             | L2                       | 22         | 9          | CF+CdL          | 1+1             | 0               |                    | -                  | -                  |             | -           | -           | 24     | 9      |        |
| Totale Valenciennes      | Totale Valenciennes      | Totale Valenciennes      | 45         | 19         |                 | 3               | 0               |                    | -                  | -                  |             | -           | -           | 48     | 19     |        |
| 2017-2018                | Strasburgo               | L1                       | 26         | 5          | CF+CdL          | 2+0             | 2+0             |                    | -                  | -                  |             | -           | -           | 28     | 7      |        |
| 2018-2019                | Strasburgo               | L1                       | 34         | 8          | CF+CdL          | 2+3             | 2+0             |                    | -                  | -                  |             | -           | -           | 39     | 8      |        |
| 2019-gen. 2020           | Strasburgo               | L1                       | 14         | 1          | CF+CdL          | 0+1             | 0+1             | UEL                | 5                  | 0                  |             | -           | -           | 15     | 2      |        |
| Totale Strasburgo        | Totale Strasburgo        | Totale Strasburgo        | 74         | 14         |                 | 8               | 5               |                    | 5                  | 0                  |             | -           | -           | 87     | 19     |        |
| gen.-giu. 2020           | Nottingham Forest        | FLC                      | 10         | 0          | FACup+CdL       | 0               | 0               | -                  | -                  | -                  | -           | -           | -           | 10     | 0      |        |
| lug.-ott. 2020           | Nottingham Forest        | FLC                      | 2          | 0          | FACup+CdL       | 0+1             | 0               | -                  | -                  | -                  | -           | -           | -           | 3      | 0      |        |
| Totale Nottingham Forest | Totale Nottingham Forest | Totale Nottingham Forest | 12         | 0          |                 | 1               | 0               |                    | -                  | -                  |             | -           | -           | 13     | 0      |        |
| 2020-2021                | R.E. Mouscron            | PL                       | 25         | 6          | CB              | 0               | 0               | -                  | -                  | -                  | -           | -           | -           | 25     | 6      |        |
| 2021-2022                | Caen                     | L2                       | 24         | 9          | CF              | 1               | 1               |                    | -                  | -                  |             | -           | -           | 25     | 10     |        |
| 2022-2023                | Auxerre                  | L1                       | 33         | 5          | CF              | 3               | 1               |                    | -                  | -                  |             | -           | -           | 36     | 6      |        |
| lug.-set-2023            | Auxerre                  | L2                       | 5          | 0          | CF              | -               | -               |                    | -                  | -                  |             | -           | -           | 5      | 0      |        |
| Totale Auxerre           | Totale Auxerre           | Totale Auxerre           | 38         | 5          |                 | 3               | 1               |                    | -                  | -                  |             | -           | -           | 41     | 6      |        |
| 2023-2024                | Kasımpaşa                | SL                       | 29         | 14         | CT              | 2               | 0               |                    | -                  | -                  |             | -           | -           | 31     | 14     |        |
| 2024-2025                | Kasımpaşa                | SL                       | 29         | 13         | CT              | 0               | 0               |                    | -                  | -                  |             | -           | -           | 29     | 13     |        |
| Totale Kasımpaşa         | Totale Kasımpaşa         | Totale Kasımpaşa         | 58         | 27         |                 | 2               | 0               |                    | -                  | -                  |             | -           | -           | 60     | 27     |        |
| Totale carriera          | Totale carriera          | Totale carriera          | 390        | 113        |                 | 22              | 10              |                    | 5                  | 0                  |             | -           | -           | 417    | 123    |        |

### Cronologia presenze e reti in nazionale
| Cronologia completa delle presenze e delle reti in nazionale ― Capo Verde | Cronologia completa delle presenze e delle reti in nazionale ― Capo Verde | Cronologia completa delle presenze e delle reti in nazionale ― Capo Verde | Cronologia completa delle presenze e delle reti in nazionale ― Capo Verde | Cronologia completa delle presenze e delle reti in nazionale ― Capo Verde | Cronologia completa delle presenze e delle reti in nazionale ― Capo Verde | Cronologia completa delle presenze e delle reti in nazionale ― Capo Verde | Cronologia completa delle presenze e delle reti in nazionale ― Capo Verde |
| Data                                                                      | Città                                                                     | In casa                                                                   | Risultato                                                                 | Ospiti                                                                    | Competizione                                                              | Reti                                                                      | Note                                                                      |
| ------------------------------------------------------------------------- | ------------------------------------------------------------------------- | ------------------------------------------------------------------------- | ------------------------------------------------------------------------- | ------------------------------------------------------------------------- | ------------------------------------------------------------------------- | ------------------------------------------------------------------------- | ------------------------------------------------------------------------- |
| 4-6-2016                                                                  | São Tomé                                                                  | São Tomé e Príncipe                                                       | 1 – 2                                                                     | Capo Verde                                                                | Qual. Coppa d'Africa 2017                                                 | 1                                                                         | 73’                                                                       |
| Totale                                                                    |                                                                           | Presenze                                                                  | 1                                                                         |                                                                           | Reti                                                                      | 1                                                                         |                                                                           |

## Palmarès

### Club

#### Competizioni nazionali
- Coppa di Lega francese: 1

Strasburgo: 2018-2019